# 维特施托克
多瑟河畔维特施托克（德語：Wittstock/Dosse），通称维特施托克（德語：Wittstock，發音：[ˈvɪtˌʃtɔk] ⓘ），是德国勃兰登堡州东普里格尼茨-鲁平县的城市，面积420.24平方千米，2023年12月31日人口为13,994人，是德国面积第六大的市镇。